# Bittor Arana Bilbao
Bittor Arana Bilbao (Bilbao, 3 de maig de 1943 - Bilbao, 1 de gener de 2004) fou un treballador basc, militant d'Euskadi Ta Askatasuna (ETA) en els anys 1960.
Treballava de muntador i es va fer membre d'ETA. El 9 d'abril de 1969 fou greument ferit a l'estómac en una emboscada de la Policia Armada quan amb Mario Onaindia, Josu Abrizketa i Mikel Etxebarria, es disposava a entrar en un pis del carrer Artekale de Bilbao, i se li va haver d'extirpar part de l'intestí. Implicat en el Procés de Burgos de 1970, hi va ser condemnat a 70 anys de presó sota l'acusació de «rebel·lió militar, terrorisme i tinença il·lícita d'armes». Fou conduït a la presó gaditana de Puerto de Santa María, on s'hi estigué dos anys, i després a la de Segòvia.
El 5 d'abril de 1976, es va escapolir de la presó al costat de 28 presoners més (entre ells el català del MIL Oriol Solé Sugranyes). Va ser detingut per la Guàrdia Civil l'endemà, mentre tractava d'arribar a la Baixa Navarra per la zona de Luzaide. Se l'envià a l'hospital penitenciari de Carabanchel, i després traslladat a la presó de Cartagena. Durant la seva reclusió fou sancionat amb quasi un any de cel·la de càstig i diversos mesos de règim especial. El 6 d'abril de 1977 fou alliberat després de l'amnistia decretada pel govern d'Adolfo Suárez. Des d'aleshores fou militant de base de Comissions Obreres (CCOO) i no participà en política.